# Араго, Эммануэль
Франсуа Виктор Эммануэль Араго (фр. François Victor Emmanuel Arago; 1812—1896) — французский адвокат, дипломат и государственный деятель; старший сын выдающегося учёного Франсуа Араго, племянник писателя и драматурга Жака Араго и Этьенна Араго.

## Биография
Франсуа Виктор Эммануэль Араго родился 6 июня 1812 года в столице Франции городе Париже.
Изучив правоведение, Эммануэль Араго до 1837 года занимался сочинением театральных пьес. Затем вплотную занялся юриспруденцией и, в результате, приобрел большую известность как адвокат по политическим процессам (1839, Барбэ и Бернар) и был назначен временным правительством 1848 года чрезвычайным комиссаром республики в Ронский департамент.
Избранный депутатом от департамента Восточных Пиренеев, в учредительном и законодательном собрании Эммануэль Араго примкнул к партии крайних республиканцев.
Занимая пост французского посла в Берлине (с мая по декабрь 1848 года), Эммануэль Араго вышел в отставку, как только получил известие об избрании Луи Бонапарта президентом французской республики.
Во времена Второй империи Эммануэль Араго принадлежал к самым рьяным её противникам.
В ноябре 1869 года он вступил в Законодательный корпус, где в июле 1870 года был в числе немногих не одобривших объявление войны Пруссии. При учреждении республики 4 сентября 1870 года Франсуа Виктор Эммануэль Араго получил пост министра юстиции и члена правительства народной обороны.
По заключении перемирия 28 января 1871 года, завершившего Франко-прусскую войну, он непродолжительное время занимал пост министра внутренних дел Франции.
Как член Национального собрания Франции Эммануэль Араго принадлежал к левым республиканцам, в среде которых пользовался большим влиянием.
С 30 января 1876 года избран в сенаторы от департамента Восточных Пиренеев. В мае 1880 года он вновь был назначен послом в Берлине.
Его брат Альфред Араго, под руководством Поля Делароша, занялся живописью и полностью посвятил себя этому искусству; составил себе имя некоторыми из своих картин, как, например: «Карл V в монастыре св. Юста», «Отдых Людовика XI» и «Слепой».
Франсуа Виктор Эммануэль Араго скончался 26 ноября 1896 года в родном городе.